# Аеромагнітна зйомка
Аеромагні́тна зйо́мка (рос. аэромагнитная съемка, англ. aeromagnetic survey, нім. magnetische Luftaufnahme) — метод вимірювання напруженості геомагнітного поля з літака чи вертольота. Проводиться для тектонічного районування, геологічного картування, пошуків родовищ корисних копалин. Для А.з. в осн. застосовуються протонні і квантові аеромагнітометри. Перспективи використання пов'язані з підвищенням їх точності та створенням еромагнітометрів-градієнтометрів.
Перший аеромагнітометр створений в СРСР О. А. Логачовим (1936). 
Застосовуються такі аеромагнітометри:
- індукційні — для вимірювання величини Z (приріст вертикальної складової геомагнітного поля) або T(повного вектора земної напруги). Індукційні аеромагнітометри встановлюються на літаках легкого типу;
- аеромагнітометри з магнітомодуляційними давачами, які дозволяють вимірювати величину T. Автоматичні аеромагнітометри широко використовуються на практиці і мають значно більшу точність, ніж індукційні;
- в стадії розробки та випробовування перебувають аеромагнітометри, побудовані на принципі ядерного резонансу, які відзначаються високою точністю. Аеромагнітометри застосовують при розшуках родовищ корисних копалин.